# بانک بذر

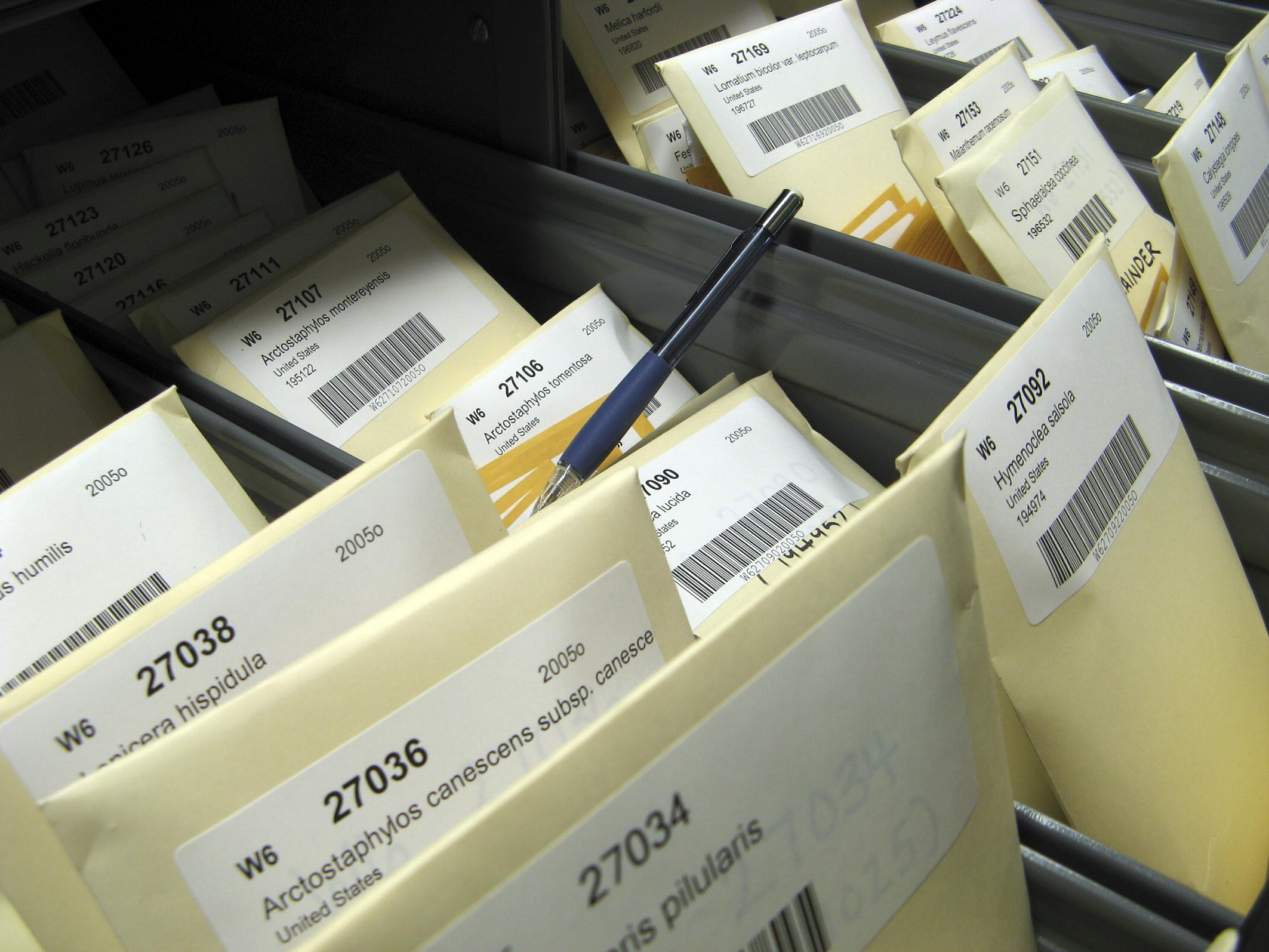
بانک بذر در ایستگاه معرفی کارخانه منطقه‌ای غربی USDA

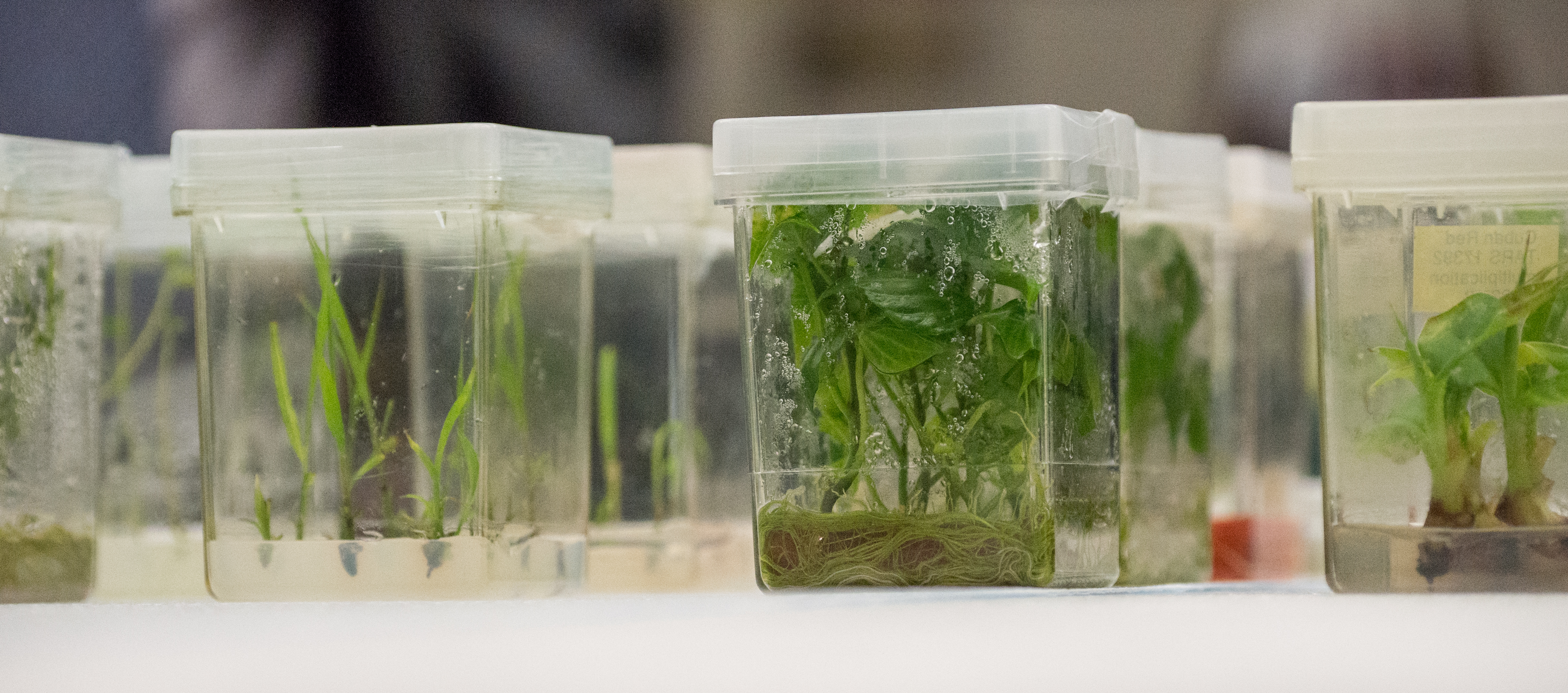
کشت بافت گیاهی که در بانک بذر USDA، مرکز ملی حفاظت از منابع ژنتیکی در حال رشد است.

بانک بذر (به انگلیسی: Seed bank)، بذرها را برای حفظ تنوع ژنتیکی ذخیره می‌کند. از این رو یک نوع بانک ژن است. دلایل زیادی برای نگهداری دانه‌ها وجود دارد. یکی حفظ ژن‌هایی است که اصلاح‌کنندگان گیاهان برای افزایش عملکرد، مقاومت در برابر بیماری، تحمل به خشکی، کیفیت تغذیه، طعم و غیره محصولات به آن نیاز دارند. یکی دیگر از این موارد، جلوگیری از نابودی تنوع ژنتیکی در گونه‌های گیاهی نادر یا در معرض خطر در تلاش برای حفظ تنوع زیستی در محل است. بسیاری از گیاهانی که سده‌ها پیش توسط انسان استفاده می‌شد، امروزه کمتر مورد استفاده قرار می‌گیرند. بانک‌های بذر راهی برای حفظ این ارزش تاریخی و فرهنگی ارائه می‌دهند. مجموعه‌های بذری که در دمای پایین و رطوبت کم ذخیره می‌شوند، در برابر از دست دادن منابع ژنتیکی که در غیر این صورت در محل یا در مجموعه‌های مزرعه نگهداری می‌شوند محافظت می‌شوند. این مجموعه‌های «زنده» جایگزین می‌توانند در اثر بلایای طبیعی، شیوع بیماری یا جنگ آسیب ببینند. بانک بذر به عنوان کتابخانه بذر در نظر گرفته می‌شود که دارای اطلاعات ارزشمندی در مورد استراتژی‌های تکامل‌یافته برای مبارزه با تنش گیاهی است و می‌تواند برای ایجاد نسخه‌های اصلاح‌شده ژنتیکی بذرهای موجود مورد استفاده قرار گیرد. کار بانک‌های بذر، اغلب دهه‌ها و حتی سده‌ها را دربر می‌گیرد. بیشتر بانک‌های بذر به صورت عمومی تأمین مالی می‌شوند و بذرها معمولاً برای پژوهش‌هایی که به نفع عموم است، در دسترس هستند.
یک درختستان، درختان را با کاشت آنها در یک مکان حفاظت‌شده ذخیره می‌کند.
یک کتابخانه بذر کم‌هزینه و با حمایت جامعه می‌تواند مواد ژنتیکی محلی را ذخیره کند.
| ویژگیها          | دستیار                                                                         | بهره‌وری                                                                                 | محافظه‌کار                                                                |
| ---------------- | ------------------------------------------------------------------------------ | --------------------------------------------------------------------------------------- | ------------------------------------------------------------------------ |
| هدف، واقع‌گرایانه | در صورت نیاز به استفاده از دانه‌ها در برداشت‌های آینده، انواع دانه‌ها را حفظ کنید | حفظ انواع دانه‌ها برای کمک به بهبود محصولات فعلی با تلاقی آنها با آن دانه‌ها              | انواع دانه‌ها را که است توسط انسان یا حوادث طبیعی از بین بروند، حفظ کنید. |
| عملکرد           | این بانک بذر را در اختیار کشاورزانی قرار می‌دهد که آن را ندارند                 | این بانک بذرهای خود را برای تولید محصولات کشاورزی جدید از این بذرها در دسترس قرار می‌دهد | بانک بذرهای خود را عرضه نمی‌کند اما از آنها محافظت می‌کند                  |